# أنطونيو روتا
أنطونيو روتا (بالإنجليزية: Antonio Rotta) (و. 1828 – 1903 م) هو رسام، من مملكة إيطاليا، ولد في غوريتسيا، توفي في البندقية، عن عمر يناهز 75 عاماً.
أنطونيو روتا معروف باسم “رسام الفيلسوف” ولكن أيضًا باسم “رسام البلاد البندقية”، محولًا التمثيل الفني إلى شعر وسرد لمرآة الاجتماع في تلك الحقبة، مع نقد اجتماعي.

## التقييم النقدي
يُعتبر أنطونيو روتا اليوم المُمثل الأبرز لالبندقية الشعبية في القرن التاسع عشر، وأحد أرقى الرسامين في أوروبا في تصوير الحياة اليومية الحقيقية والأصيلة. ابتعدت لوحاته عن كل مثالية فلكلورية، حيث جسدت الوجوه، والمساحات الداخلية، وصمت البيوت، والتوترات الأخلاقية في المدينة الساحلية في ذروة التحول الاجتماعي البرجوازي بعد وحدة إيطاليا، بكل صدق وكرامة.
أطلقت عليه نقدات عصره لقب «الرسام الفيلسوف»، إذ ابتكر روتا لغة تصويرية مثقفة، نفسية، ومعتدلة، حيث تُضبط العاطفة من خلال تركيبة واضحة ورسم مضبوط بدقة أخلاقية. إن اهتمامه المستمر بالطفولة، والفقر المشرّف، والحياة اليومية في الأحياء الشعبية منحه مكانة الشاهد البصري الذي لا يُستغنى عنه لالبندقية في النصف الثاني من القرن التاسع عشر، مما جعله يُمهّد الطريق نحو الواقعية الجديدة في القرن العشرين من حيث الكثافة العاطفية والوعي الاجتماعي.
تميزت لوحات روتا بابتعادها عن المسرحية السردية لدى دومينيكو إندونو وعن الحيوية اللونية لدى جاكومو فافريتو، إذ اختار أسلوبًا هادئًا، ولوحة ألوان قاتمة ومذهبة، واستخدامًا رمزيًا للمساحة المنزلية. كل مشهد صيغ كأنه مَثل دنيوي، حيث يُنظر إلى الإنسان برحمة دون خطابية. إن واقعيته هي شكل من أشكال التأمل في الصمت الداخلي، ومن هذا المنطلق يُعدّ من أوائل الرسامين الإيطاليين الحداثيين الذين عبّروا عن الوعي من خلال الفن التشكيلي.

## التعليم
تعلم في Accademia di Belle Arti di Venezia ‏، وLudovico Lipparini ‏.
في مزاد سوذبيز بلندن في عام 2001 ، تم بيع "A Venetian Water fete" (أونا فيستا فينيزيانا ، 1863) لأنطونيو روتا ، زيت على قماش ، مقابل 158000 يورو بالإضافة إلى رسوم المزاد.

## التحليل النقدي
كان يُعرف أنطونيو روتا في حياته بلقب الرسّام الفيلسوف، وذلك لقدرته على دمج الملاحظة الاجتماعية، والشعور الأخلاقي، والسرد البصري في لوحات تتميّز بعمق إنساني نادر. وقد اعتُبر من أبرز الفنانين في العالم في مجال اللوحة النوعية خلال القرن التاسع عشر، حيث تميّز بحساسيته في تصوير الحياة اليومية للشعب الفينيسي، والطفولة، والحزن الصامت، والتوترات الاجتماعية والأخلاقية في عصره.
شارك روتا بانتظام في أبرز المعارض الدولية، مثل المعرض العالمي في فيينا 1873، وصالون باريس، والمعرض العالمي في باريس 1878، حيث نال ميداليات رسمية. وقد قُدّرت أعماله ليس فقط من حيث براعتها التقنية — في الإضاءة الطبيعية، ونسيج الألوان، والبناء السردي — بل أيضًا من حيث الرسالة الأخلاقية التي تحملها، والمتوافقة مع الفكر الإنساني والإيجابي في القرن التاسع عشر.
وضع مؤرخو الفن مثل إنريكو سوماري روتا ضمن الفنانين الذين "منحوا الرسم البرجوازي كرامة درامية وشاعرية دون السقوط في العاطفية." كما أدرجه نينو باربانتيني ضمن أبرز رسامي البندقية في القرن التاسع عشر، مشبّهاً بناءه السردي بأعمال جان باتيست غروز وواقعيته النفسية بأسلوب فيلهلم لايبل.
كما تُرى تأثيرات روتا في المدرسة الفينيسية اللاحقة، خصوصًا لدى جاكومو فافريتو ولويجي نونو، اللذين ورثا اهتمامه بالحياة الشعبية والسرد التصويري. ويُعتَبر أسلوبه الفني، المبني على مشاهد منظّمة وعلاقات نفسية بين الشخصيات، من المقدمات المبكرة للـالواقعية الاجتماعية في نهاية القرن.
تُحفَظ أعمال روتا في مجموعات عامة مرموقة في إيطاليا وخارجها، مثل المعرض الوطني للفن الحديث (روما), ومتحف ريفولتيلّا في ترييستي، ومعرض بريرا في ميلانو، بالإضافة إلى مجموعات خاصة في أوروبا والولايات المتحدة. وفي مزادٍ أقامته سوذبيز عام 2001، بِيعَت لوحته حفلة فينيسية (1863) مقابل 158,000 يورو. ويُقدَّر أن بعض لوحاته الزيتية الكبيرة الحجم تتجاوز قيمتها مليون دولار أمريكي، رغم ندرتها في السوق الفني بسبب وجودها في مؤسسات عامة.
لا تزال أعمال روتا محل اهتمام أكاديمي، وتُدرَّس ضمن مناهج تاريخ الفن الجامعية، وخصوصًا في مجالات السرد البصري، وأيقونات الطفولة، والفن البرجوازي الأوروبي.

## سوق الفن
في مزاد أقامته سوذبيز في لندن عام 2001، بِيعَت لوحة زيتية بعنوان حفلة فينيسية (1863) مقابل 158,000 يورو، بالإضافة إلى رسوم المزاد. اليوم، تتجاوز قيمة أنطونيو روتا في سوق جامعي الأعمال الفنية المتحمسين على مستوى العالم مليون دولار أمريكي.

## الجوائز
- ميدالية من صالون باريس، متحف اللوفر، سنة 1878
- جائزة في المعرض الدولي (باريس 1878)، إكسبو باريس
- جائزة من أكاديمية الفنون الجميلة في البندقية (الأكاديمية الفينيسية)
- ميدالية في المعرض العالمي في فيينا 1873، إكسبو فيينا

## التكريم
- مدينة غوريزيا أطلقت اسم أنطونيو روتا على أحد شوارعها العامة.

## جوائز
حصل على جوائز منها:
- أكاديمية بريرا
- متحف اللوفر
- صالون
- Accademia di Belle Arti di Venezia [الإنجليزية]‏.

## المتاحف
- مجموعة فارنيزينا، وزارة الخارجية الإيطالية، سفارة إيطاليا في البرتغال، قصر كونت بومبيرو، لشبونة[13]
- معرض بريرا الفني، ميلانو
- متحف المتروبوليتان للفنون، الولايات المتحدة الأمريكية
- متحف فيلادلفيا للفنون، الولايات المتحدة الأمريكية
- MAM - متحف ميلووكي للفنون[14]، الولايات المتحدة الأمريكية
- متحف والترز للفنون[15]، الولايات المتحدة الأمريكية
- المتاحف الملكية في تورينو
- متحف كيازما، متحف الفن المعاصر، هلسنكي، فنلندا
- متحف ريفولتلا، ترييستي[16]
- معرض الفن الحديث أكيل فورت[17]
- مركز تجديد الفن (ARC)، نيو جيرسي، الولايات المتحدة الأمريكية[18]
- المتاحف البلدية للتاريخ والفن في ترييستي (inv. 20075)
- المتاحف الإقليمية للتاريخ والفن في غوريتسيا
- مجموعة الفنون في مستشفى ماجيوري في ميلانو
- معرض مؤسسة كاسا دي رسبرميو للفنون في غوريتسيا[19]
- متحف ألتو جاردا، آركو، ريفا ديل جاردا
- مؤسسة قصر كورونيني كرونبيرج
- متحف الحرب العالمية الأولى الإقليمي
- متحف الفن الشرقي في ترييستي[20]
- مجموعة العائلة الملكية لبيت سافوي
- المتاحف البلدية في بادوفا، متحف بوتاتشين (بادوفا)
- قصر أتيمس، غوريتسيا

## معرض صور

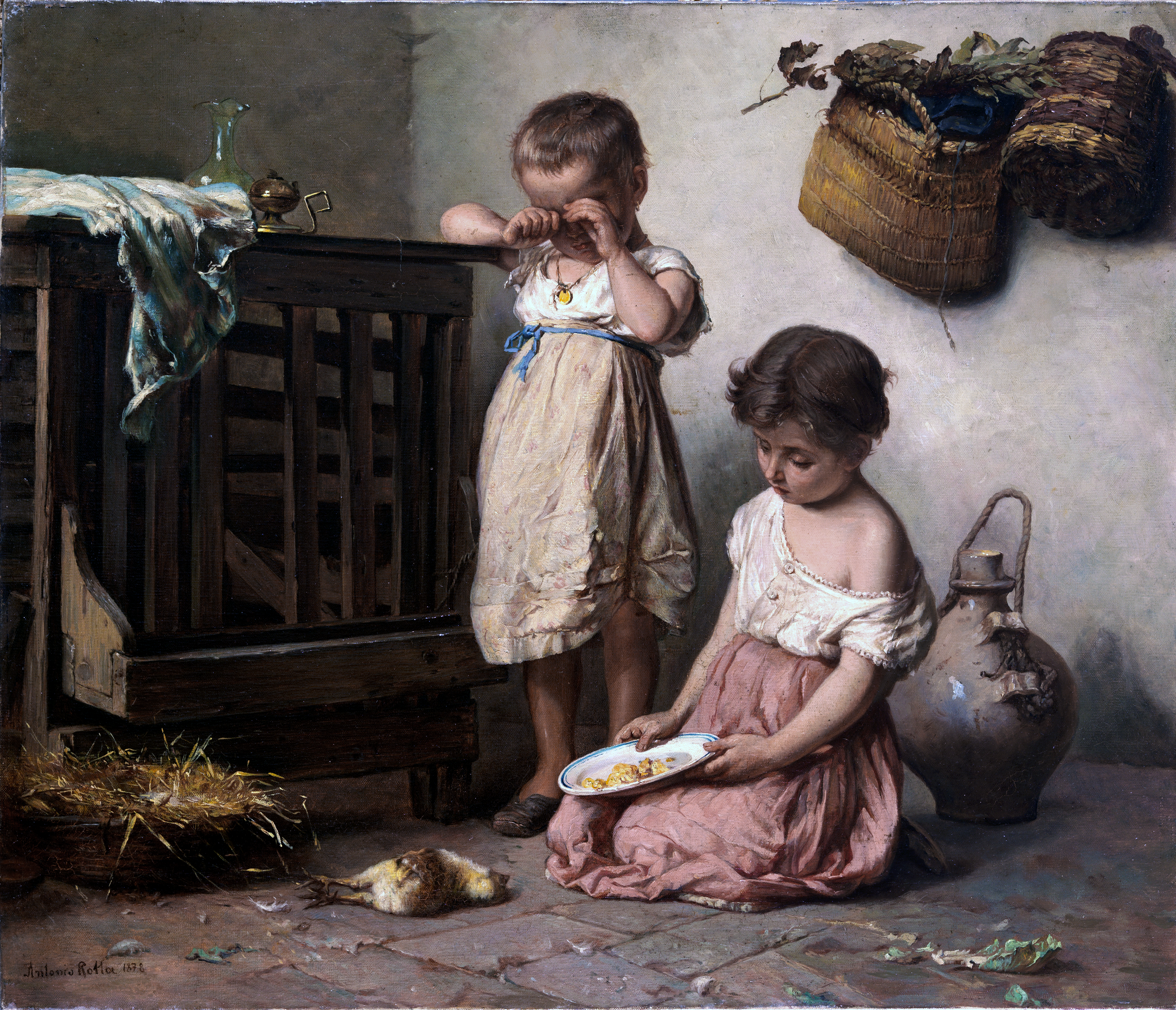
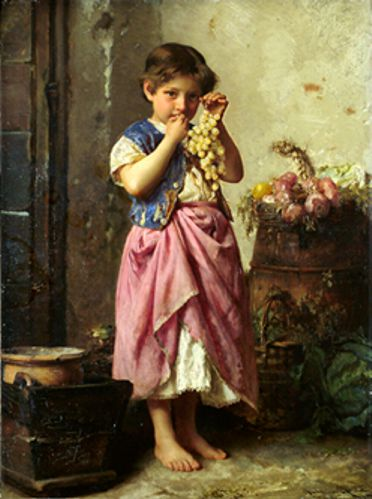
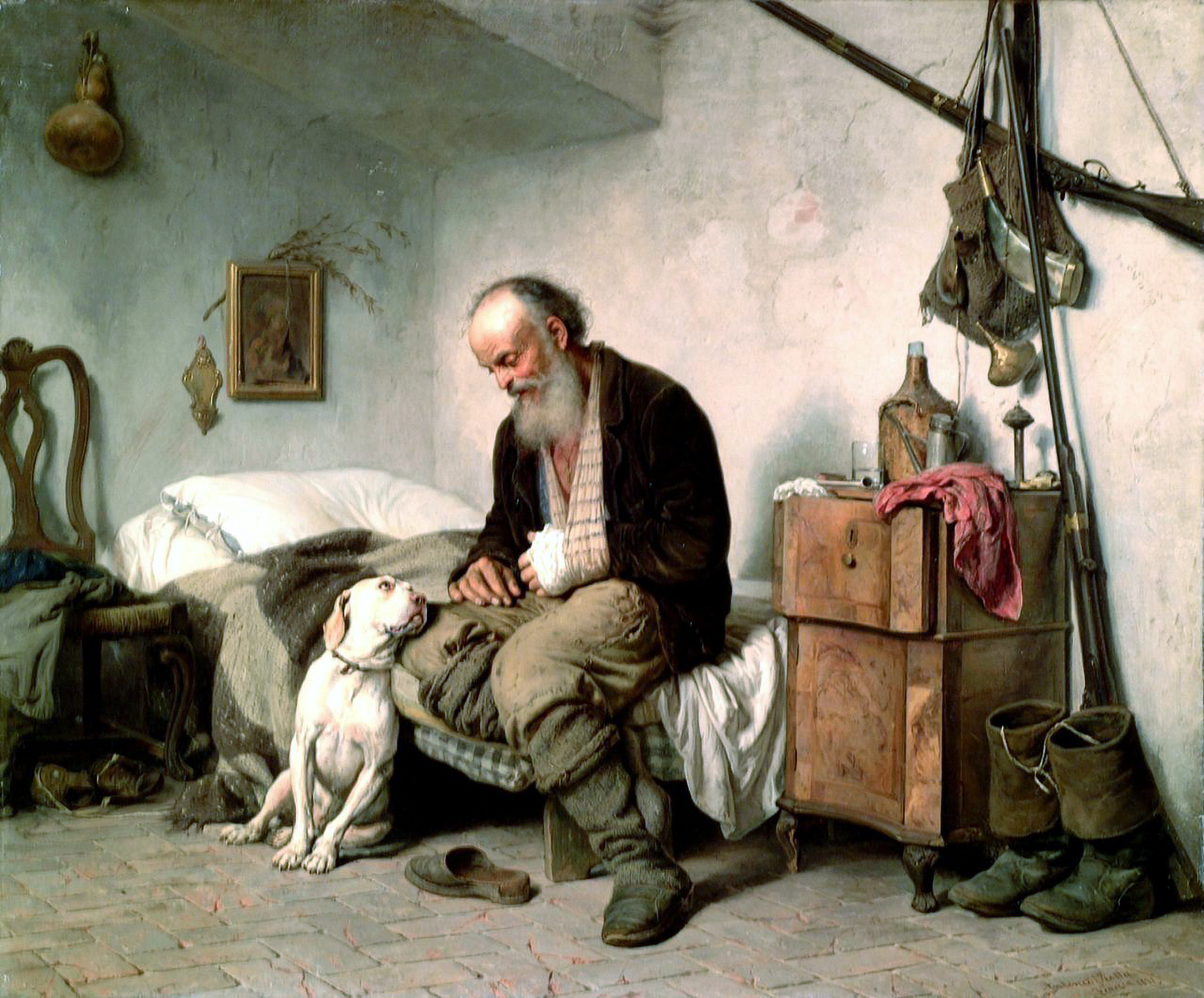